# فدریکو پنیا
فدریکو پنیا (اسپانیایی: Federico Peña‎؛ زادهٔ ۱۵ مارس ۱۹۴۷) سیاست‌مدار آمریکایی است که در دوره ریاست‌جمهوری بیل کلینتون وزارت حمل و نقل و سپس انرژی آمریکا را بر عهده داشته است.